# Докторова, Маргарита Николаевна
Маргарита Николаевна Докторова (9 ноября 1921, СССР — 10 ноября 2003, Москва) — советская театральная актриса.

## Биография
Родилась 9 ноября 1921 года. В 1939—1941, 1943—1945 годах училась в Щукинском училище (курс Цецилии Мансуровой) и играла в Вахтанговском театре (1943—1945).
После окончания училища в 1946 году была принята в труппу Московского театра драмы и комедии (с 1964 года Московский театр драмы и комедии на Таганке), где служила до 1989 года.
Занималась дублированием.
Умерла 10 ноября 2003 года в Москве. Похоронена рядом с мужем на 17-м участке Ваганьковского кладбища.

### Семья
Муж — актёр Николай Карлович Граббе (1920—1990). Сын — актёр Алексей Граббе (род. 1947), заслуженный артист России. Дочь — актриса Екатерина Граббе (1954—1998).

## Работы в театре
- 1954 — «В сиреневом саду» Ц. Солодаря — Раевская
- 1955 — «Дармоеды» Гергея Чики — Борча
- 1965 — «Десять дней, которые потрясли мир» по мотивам книги Джона Рида — энтузиастка, депутат Думы
- 1977 — «Перекрёсток» Василь Быков — жена старосты[2]
- «Живой»
- «Мастер и Маргарита»
- «Деревянные кони»
- «Тартюф»
- «Бенефис»

## Фильмография

### Актриса
- 1966 — Тени старого замка — Марет, жена Мадиса

### Озвучивание мультфильмов
- 1951 — Лесные путешественники
- 1953 — Непослушный котёнок
- 1960 — Мультипликационный Крокодил № 1
- 1968 — Чуня — Курица; Крольчиха

## Аудиокниги
- «Расмус-бродяга» Астрид Линдгрен[3]
- «Мафин и его весёлые друзья» Э. Хогарт (инсценировка А. Вилькина; режиссёр Л. Вилькин)
- «Сказка о молодом волке» Кристиан Пино (инсценировка А. Вилькина) — Бабушка
- «Как достать живую обезьяну» японская сказка (инсценировка В. Смеханцева) — Медуза
- «Парцифаль» Нина Гарская (инсценировка Нина Гарская) — мать-королева